# Абелев, Марк Юрьевич
Марк Юрьевич А́белев (26 февраля 1935, Москва — 21 сентября 2024, там же) — советский и российский учёный в области строительных технологий, доктор технических наук (1979), профессор (1980), заслуженный профессор НИУ ВШЭ (2019), заслуженный строитель РСФСР (1990), лауреат Государственной премии СССР (1991).

## Биография
Сын известного учёного, инженера-строителя, лауреата Сталинской премии Юды Мордуховича Абелева. Окончил Московский инженерно-строительный институт имени В. В. Куйбышева в 1956 году по специальности «Конструкции промышленных и гражданских сооружений». В 1964 году защитил кандидатскую диссертацию по теме «Вопросы ускорения консолидации сильносжимаемых водонасыщенных глинистых грунтов основания сооружений при вертикальном дренировании». С 1964 года — доцент (впоследствии — профессор) Центрального межведомственного института повышения квалификации руководящих работников и специалистов строительства при МИСИ имени В. В. Куйбышева.
В 1978 году защитил диссертацию на соискание учёной степени доктора технических наук по теме «Слабые водонасыщенные глинистые грунты как основания промышленных и гражданских сооружений».
Заведующий кафедрой инновационных технологий Государственной академии переподготовки и повышения квалификации специалистов инвестиционной сферы (ГАСИС). С 2012 года — директор Центра инновационных технологий в строительстве при Высшей школе экономики. Директор научно-образовательного центра технологий в строительстве и производстве строительных материалов института строительства и жилищно-коммунального хозяйства ГАСИС НИУ ВШЭ, профессор кафедры механики грунтов и геотехники института гидротехнического и энергетического строительства (ИГЭС) НИУ МГСУ, руководил также собственной фирмой ООО «Абелев».
Награждён медалью Н. М. Герсеванова (2003).
Скончался днём 21 сентября 2024 года в своей квартире в Москве на 90-м году жизни.

## Семья
С 1966 по 1976 год был женат на актрисе и режиссёре Галине Борисовне Волчек.
Вторым браком был женат на Любови Романовне Абелевой (род. 1947). Сын от этого брака — Константин Маркович Абелев (род. 1977), учёный в области строительных технологий, кандидат технических наук.

## Монографии
- Основы проектирования и строительства на просадочных макропористых грунтах (с Ю. М. Абелевым). М.: Стройиздат, 1968.
- Слабые водонасыщенные глинистые грунты как основания сооружений. М.: Стройиздат, 1973.
- Методы устройства искусственных оснований. М.: МИСИ, 1975.
- Construction D'ouvrages Sur Les Sols Argileux Mous Satures. Technique et documentation, 1977.
- Строительство на засоленных грунтах. М.: МИСИ, 1978.
- Устройство свайных фундаментов. М.: Стройиздат, 1979.
- Особенности технологии проведения работ по устройству фундаментов. М.: Стройиздат, 1980.
- Современные методы устройства искусственных оснований в сложных грунтовых условиях.  М.: ЦМИПКС, 1980.
- Строительство на просадочных лёссовых грунтах. М.: Стройиздат, 1982.
- Деформации сооружений в сложных инженерно-геологических условиях. М.: Стройиздат, 1982.
- Строительство промышленных и гражданских сооружений на слабых водонасыщенных грунтах. М.: Стройиздат, 1983.
- Технология ремонта фундаментов и усиления оснований сооружений. М.: Стройиздат, 1983.
- Технология уплотнения грунтов. М.: ЦМИПКС, 1984.
- Строительство зданий и сооружений в сложных грунтовых условиях (с соавторами). М.: Стройиздат, 1986.
- Основания и фундаменты из укрупнённых грунтов. М.: ЦМИПКС, 1988.
- Современные конструкции свайных фундаментов. М.: ЦМИПКС, 1988.
- Геология лёсса и лёссовидных пород в СССР. М.: ГИН, 1989.
- Bases de l'élaboration des projets et de la construction sur les sols loessiques affaisables. Technique et documentation, 1999.